# Chicomuselo
Chicomuselo är en kommunhuvudort i Mexiko.   Den ligger i kommunen Chicomuselo och delstaten Chiapas, i den sydöstra delen av landet, 800 km sydost om huvudstaden Mexico City. Chicomuselo ligger 573 meter över havet och antalet invånare är 4 956.
Terrängen runt Chicomuselo är varierad. Runt Chicomuselo är det ganska tätbefolkat, med 111 invånare per kvadratkilometer. Närmaste större samhälle är Frontera Comalapa, 17,7 km sydost om Chicomuselo. I omgivningarna runt Chicomuselo växer huvudsakligen savannskog.